# Montezumia platinia
Montezumia platinia är en stekelart som beskrevs av Henri Saussure 1852. Montezumia platinia ingår i släktet Montezumia och familjen Eumenidae. Inga underarter finns listade i Catalogue of Life.